# Nicholas Barré
Nicholas Barré, O.M. (21 de outubro de 1621 - 31 de maio de 1686), foi um frade Mínimo francês e sacerdote católico que fundou as Irmãs do Menino Jesus. Ele foi beatificado pela Igreja Católica Romana.

## Vida
Barré nasceu em Amiens, na antiga província da Picardia, no Reino da França, em 21 de outubro de 1621, primogênito e único filho de Luís e Antonieta Barré. Seu pai pertencia a uma linha familiar de armarinhos, profissão que tinha São Nicolau como santo padroeiro. Ainda menino, foi educado pelos jesuítas, mas depois, em 1640, optou por ingressar nos frades Mínimos, fundados por São Francisco de Paula, cujos frades levam uma vida muito austera e penitencial. Ele professou os votos religiosos em 1642.

## Ministério

### Trabalho em Paris
Barré foi enviado a Paris em 1643 para prosseguir seus estudos teológicos em preparação para as Ordens Sagradas. Quando ainda era diácono, foi convidado a ensinar filosofia no mosteiro na Place Royale (agora Place des Vosges ). Após sua ordenação sacerdotal em 1645, ele assumiu o cargo de professor de teologia e bibliotecário da famosa biblioteca que o mosteiro mantinha. 
Em 1655 Barré adoeceu e foi enviado para o mosteiro de Amiens. Lá ele foi nomeado sacristão da casa. A influência calmante desse escritório trouxe uma rápida recuperação.

### Trabalho em Rouen
Em 1659, Barré foi enviado para Ruão, onde exerceu o seu apostolado principalmente com os membros locais da Ordem Terceira Mínima. Ele se tornou amplamente conhecido como um pregador e seus sermões atraíram um grande público.
A França no final do século 17 estava sofrendo os efeitos da Guerra Franco-Espanhola (1635-1659) e de uma terrível praga. Em 1662, metade das crianças de Ruão morreu de fome. Muitos estavam desabrigados e vagavam pelas ruas como mendigos e, para alguns, a prostituição tornou-se um dos poucos meios de subsistência disponíveis.
Como resultado de seus esforços para promover uma missão paroquial planejada na vila próxima de Sotteville-lès-Rouen, Barré veio ver o sofrimento da população local. Ele há muito se preocupava com aqueles que estavam "longe de Deus" e muito desfavorecidos. Ele viu a necessidade de tornar a educação básica mais acessível a todos. Quase não havia escolas para meninas e muito poucas para meninos. A maioria dos professores de escolas primárias era mal educada e a educação religiosa era quase inexistente.
Barré convidou outros a se juntarem a ele para atender a essa necessidade e recrutou algumas jovens que eram terciários Mínimos para esse fim, sob as quais as primeiras escolas gratuitas para meninas foram abertas perto de Rouen em 1662, as St-Jean-Greaves e St- Escolas Nicolas-des-Champs. Ele recomendou aos professores que não esperassem até que os alunos chegassem à escola; eles deveriam procurar especialmente aqueles que poderiam estar em risco. Ele também montou escolas de comércio para que as meninas pudessem ganhar a vida. Novamente, a educação oferecida deveria ser totalmente gratuita e qualquer lucro derivado do trabalho dos alunos deveria ir para eles.
Enquanto esteve em Ruão, Barré foi consultado por São João Batista de la Salle, que fundou o Instituto dos Irmãos das Escolas Cristãs para a educação dos meninos.

## Congregação das Irmãs do Menino Jesus
Em 1666, as chefes das escolas começaram a viver em comunidade sob o comando de uma superiora. Este foi o início de uma congregação religiosa cujo trabalho principal era a educação dos pobres.

### Voltar para Paris
Em 1675, Barré regressou a Paris onde continuou a fundar escolas, a que chamou de escolas do Santo Menino Jesus. Ele foi auxiliado por Marie de Lorraine, Duquesa de Guise, uma das pessoas mais ricas do reino, que fundou e hospedou uma escola para treinar professores do Instituto em seu próprio palácio.
Barré encorajou os primeiros membros do Instituto a oferecer apoio humano e espiritual de várias maneiras, dependendo das necessidades de quem eles atendem. Ele os encorajou a irem para as pessoas ao seu redor; encontrar aqueles que perderam o rumo de suas vidas e cuidar de pessoas que estavam doentes e abandonadas: 
' É no vale do maior infortúnio e das lágrimas que Deus se agrada de levar a alma às alturas - alturas que alcançam até o infinito da grandeza de Deus. A experiência mostra que é possível ver as estrelas brilhando com mais intensidade no fundo de um poço do que em plena luz do dia no solo acima '.
Como moravam em uma casa na rue St Maur, as irmãs ficaram conhecidas como Dames de St Maur. Em 1691, as comunidades de Ruão e Paris se separaram. As Irmãs da Providência em Ruão, tornaram-se um instituto diocesano com alcance missionário em Madagascar e na África Central. As Irmãs de São Maurício de Paris tornaram-se institutos de direito pontifício com comunidades nos cinco continentes.

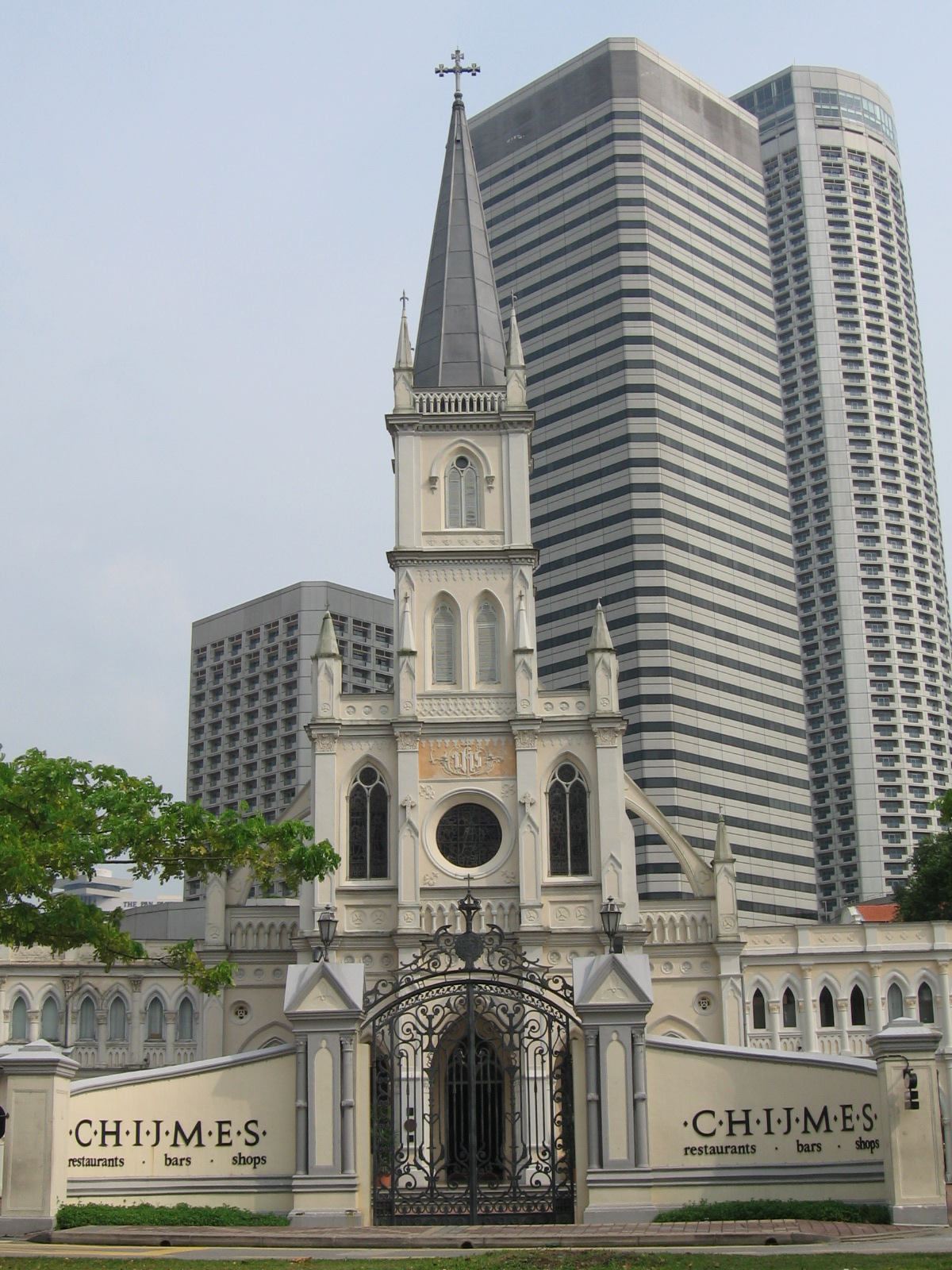
Complexo CHIJMES em Singapura, em homenagem ao Convento do Santo Menino Jesus, inspirado por Nicolas Barré

## Morte
A saúde de Nicolas Barré, nunca muito forte, estava piorando e ele acabou sendo confinado à enfermaria de sua comunidade dos Mínimos. Ele continuou a ver pessoas que o visitavam e a lidar com as preocupações de seu instituto recém-fundado. Ele morreu em Paris em 31 de maio de 1686 com a idade de 64 anos.

## Legado
A obra de Nicolau Barré é desenvolvida hoje em todo o mundo pelo Instituto das Irmãs do Menino Jesus e pelas mulheres e homens que o inspiram.
Barré foi beatificado em 7 de março de 1999 pelo Papa João Paulo II na Basílica de São Pedro em Roma, onde 7.000 crianças de suas escolas estiveram presentes para testemunhar a cerimônia de beatificação.